# Série de pièces commémoratives américaines Jackie Robinson
La série de pièces commémoratives américaines Jackie Robinson est une série commémorative, non circulante, émise par la Monnaie des États-Unis en 1997 et frappée par la Monnaie de San Francisco.
Elle est autorisée par la Loi 104-329 du 20 octobre 1996, qui prévoit l'émission d'une série de pièces en l'honneur de Jackie Robinson pour commémorer le 50e anniversaire de sa première apparition dans un match de baseball des ligues majeures en tant que joueur de couleur.
En plus d'une pièce de 1 dollar en argent, la série comprend également une pièce commémorative en or de 5 dollars pour la même commémoration.

## Contexte
Jack Robinson est un joueur de baseball professionnel américain qui devient le premier Afro-Américain à jouer dans les Ligues majeures de baseball (MLB) à l'époque moderne. Robinson brise la barrière raciale du baseball lorsqu'il commence à jouer au premier but pour les Dodgers de Brooklyn le 15 avril 1947. La signature de Robinson par les Dodgers marque la fin de la ségrégation raciale dans le baseball professionnel, qui relègue les joueurs afro-américains aux ligues noires depuis les années 1880. Robinson est intronisé au Temple de la renommée du baseball en 1962.

## Législation
La loi sur les pièces commémoratives des États-Unis de 1996 (loi publique 104-329) est une loi fédérale des États-Unis qui a créé un programme de pièces commémoratives au sein de la Monnaie des États-Unis en 1996. De plus, la loi autorise spécifiquement des pièces commémoratives pour célébrer le 150e anniversaire de la mort de Dolley Madison, pour honorer George Washington, le 125e anniversaire de la création du parc national de Yellowstone, et le 50e anniversaire de la déségrégation raciale de Jackie Robinson dans la Ligue majeure de baseball. Elle établit également des programmes de collecte de fonds avec des pièces commémoratives pour le Mémorial des patriotes noirs de la Guerre d'indépendance, le Mémorial Franklin Delano Roosevelt et le Mémorial des agents des forces de l'ordre. Le Titre III de la loi établit un programme visant à étudier la possibilité de créer un programme de pièces commémoratives pour honorer les 50 États des États-Unis.

## Dessin

### Dollar
L'avers de la pièce, œuvre d'Alfred Maletsky, reproduit une scène où Robinson vole le marbre, de la même manière qu'il le fait lors d'une série mondiale de 1955 entre les Yankees de New York et les Dodgers de Brooklyn. L'avers est complété par les devises habituelles de la monnaie américaine : LIBERTY et IN GOD WE TRUST,.
Quant au revers, créé par T. James Farrell, il est caractérisé par le logo de la Fondation Jackie Robinson (en), créée pour la commémoration, entouré de la légende évocatrice ROOKIE OF THE YEAR (recrue de l'année) · HALL OF FAME 1962 (Temple de la renommée 1962). Le revers est complété par le nom du pays, UNITED STATES OF AMERICA, la valeur faciale, ONE DOLLAR, et la devise légale E PLURIBUS UNUM,.

### Half eagle

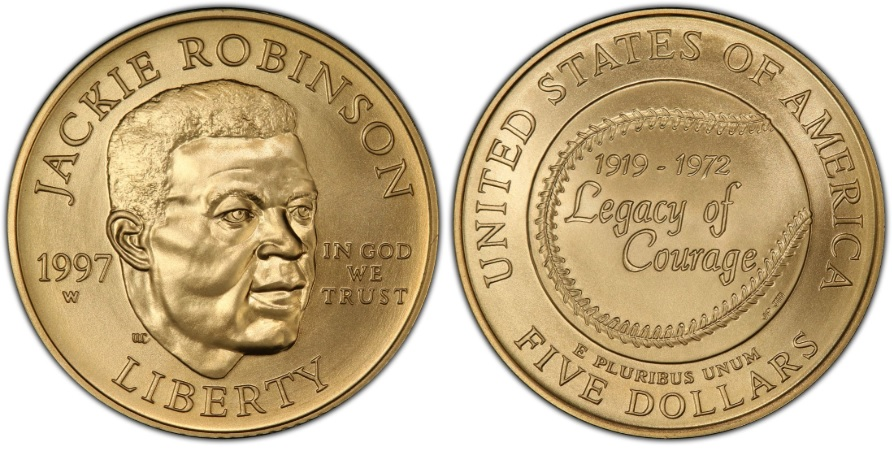
L'avers (à gauche) et le revers (à droite) du half eagle Jackie Robinson.

L'avers, créé par William Cousins, dépeint Jackie Robinson dans les dernières années de sa vie, en tant que leader des droits civiques et activiste politique. Il comprend les inscriptions JACKIE ROBINSON, IN GOD WE TRUST, LIBERTY et la date d'émission, 1997,.
Le revers, une création de James Peed, comprend une balle de baseball, avec les années de la vie de Robinson, 1919-1972, et l'inscription LEGACY OF COURAGE (héritage du courage) au centre. On y retrouve également les inscriptions légales UNITED STATES OF AMERICA, E PLURIBUS UNUM et la valeur faciale, FIVE DOLLARS,.

## Production et vente
La loi qui autorise ces pièces commémoratives prévoit une émission maximale de 500 000 exemplaires de la pièce de un dollar en argent et 100 000 pièces de cinq dollars en or. La pièce de 1 dollar est produite à la Monnaie de San Francisco, tant dans sa version brillant universel que dans la version avec un fini belle épreuve,. Les half eagles sont frappés à la Monnaie de West Point dans leurs deux versions,. Elles sont disponibles à l'achat par la population du 16 août 1997 au 16 août 1998.
La production des dollars s'élève à 30 180 pièces dans sa condition brillant universel et 110 002 en version belle épreuve, ce qui totalise 140 182 exemplaires. Celle des pièces de 5 dollars est de 24 072 belle épreuve et 5 174 brillant universel pour un total de 29 246 unités.
La pièce a été commercialisée aux prix de 32 dollars en condition standard et 37 dollars en version proof, et une partie du bénéfice tiré de sa vente a été destinée à la Fondation Jackie Robinson, afin de soutenir ses programmes et ses bourses éducatives.